# 元彬 (韓國歌手)
元彬（韓語：원빈；2002年3月2日—），本名朴元彬（韓語：박원빈），出生於韓國首爾，韓國歌手，SM娛樂旗下男子團體RIIZE的成員。

## 人物簡介
2002年3月2日出生於韓國首爾城北區，在慶尚道蔚山廣域市長大，是家中幼子，有一個哥哥。
中學時期是田徑運動員，後因傷病退役。2019年，被SM娛樂在Instagram DM選中，入社試鏡時唱了Paul Kim的《Traffic light》，從蔚山來到首爾，正式開啟四年的未公開練習生生活。

## 演藝生涯

### 出道
2023年7月30日，SM娛樂在Instagram上發布元彬照片，為首次亮相。
8月6日，SM娛樂公開單曲《Siren》的Performance Video。8月20日，登上KCON LA，首次公開先行曲《Memories》及《Siren》舞台，為個人初舞台。
9月4日，以單曲一輯《Get A Guitar》正式出道，在隊中擔當Center概念中心。

## 外部連結
- 官方网站